# Azoxyméthane
L'azoxyméthane est un amine-oxyde de formule C2H6N2O, constitué d'un groupe azoxy RN=N+(O−)R et de deux radicaux méthyle CH3. Il s'agit de l'oxyde de l'azométhane. Il est particulièrement connu pour être neurotoxique et cancérogène, notamment en induisant un carcinome du côlon associé à une colite,.